# Концерт за цигулка № 1 (Дмитрий Шостакович)
Концерт за цигулка № 1 в ла минор (опус 77) е концерт за цигулка на руския композитор Дмитрий Шостакович.
Написан е през 1947 – 1948 година, но по това време авторът е подложен на тежки критики от тоталитарния комунистически режим в Съветския съюз и през следващите години негови композиции са рядко изпълнявани. Първото представяне на концерта е на 29 октомври 1955 година, след смъртта на съветския диктатор Йосиф Сталин, в изпълнение на цигуларя Давид Ойстрах, на когото концертът е посветен, и оркестъра на Ленинградската филхармония под диригентството на Евгений Мравински.